# بیاووبژگی
بیاووبژگی (به لاتین: Białobrzegi؛ تلفظ لهستانی: [bʲawɔˈbʐɛɡʲi]) یک شهر در لهستان است که در گمینا بیاووبژگی (استان ماسوویان) واقع شده‌است.
بیاووبژگی ۷٫۵۱ کیلومتر مربع مساحت و ۷٬۳۲۸ نفر جمعیت دارد.